# Geher-Länderkampf der Männer 1964 BR Deutschland – Schweden
| 3. Leichtathletik-Länderkampf mit bundesdeutscher Beteiligung 1964 | 3. Leichtathletik-Länderkampf mit bundesdeutscher Beteiligung 1964 |
| ------------------------------------------------------------------ | ------------------------------------------------------------------ |
|                                                                    |                                                                    |
| Geher-Vergleich der Männer: BR Deutschland – Schweden              |                                                                    |
| Austragungsort                                                     | Schwaig bei Nürnberg                                               |
| Wettbewerbe                                                        | 2                                                                  |
| Datum                                                              | 20./21. Juni 1964                                                  |
| 1. SWE 2. FRG                                                      | 25 Punkte 19 Punkte                                                |
| Chronik                                                            |                                                                    |
| ← SUI-FRG A-FRG B 0010kampf (M)                                    | FRG-ITA (M) →                                                      |

Im dritten Vergleich des Länderkampfjahres 1964 trafen sich die bundesdeutschen Geher zum achten Mal mit ihren Kontrahenten aus Schweden. Die Begegnung wurde am 20./21. Juni in Schwaig bei Nürnberg ausgetragen. Schweden hatte zuvor fünf Mal gewonnen, die Bundesrepublik Deutschland zwei Mal.

## Wettbewerbe und Modus
Mit dem Straßengehen über 20 und wieder 35 Kilometer standen wie gewohnt zwei Wettbewerbe auf dem Programm. Nach den üblichen Regeln kamen von vier Startern je Land in den beiden Wettbewerben die jeweils besten drei in die Wertung. Der erste Rang brachte sieben Punkte, der zweite fünf, der dritte vier usw.

## Ergebnis
Es ging diesmal etwas knapper zu als im Vorjahr. Im schwedischen Västerås hatte der Gastgeber mit 29 zu fünfzehn Punkten deutlich vorne gelegen. Ein schwedischer Geher lag zwar auch diesmal sowohl über 20 als auch über 35 Kilometer an der Spitze, aber die bundesdeutsche Athleten konnten sich weit vorne platzieren und zwischen die schwedischen Sportler schieben, sodass der Punkteabstand kleiner wurde. In der Endabrechnung gewann Schweden den Länderkampf mit diesmal 25 zu neunzehn Punkten.

## Resultate

### 20-km-Straßengehen
| Platz | Athlet             | Land | Zeit (h)  |
| ----- | ------------------ | ---- | --------- |
| 1     | Åke Söderlund      | SWE  | 1:35:00,0 |
| 2     | Hannes Koch        | FRG  | 1:35:57,8 |
| 3     | Lennart Back       | SWE  | 1:36:45,2 |
| 4     | Julius Müller      | FRG  | 1:37:23,6 |
| 5     | Bernhard Nermerich | FRG  | 1:38:44,6 |
| 6     | Herbert Staubach   | FRG  | 1:41:45,0 |
| 7     | Roine Karlsson     | SWE  | 1:43:41,0 |
| 8     | Klas Gustavson     | SWE  | 1:44:30,4 |

### 35-km-Straßengehen
| Platz | Athlet            | Land | Zeit (h)  |
| ----- | ----------------- | ---- | --------- |
| 1     | Ingvar Pettersson | SWE  | 2:55:34,0 |
| 2     | Kurt Schreiber    | FRG  | 2:57:32,8 |
| 3     | John Ljunggren    | SWE  | 2:59:46,4 |
| 4     | Gert Jannsen      | FRG  | 3:00:48,0 |
| 5     | Roy Syvertsson    | SWE  | 3:03:52,2 |
| 6     | Stig Lindberg     | SWE  | 3:07:36,4 |
| 7     | Werner Hupfeld    | FRG  | 3:12:23,4 |
| 8     | Sigmuth Halboth   | FRG  | 3:15:40,6 |